# Bruno Klein
Bruno Oscar Klein (Osnabrück, 6 giugno 1858 – New York, 22 giugno 1911) è stato un compositore e organista statunitense.

## Biografia
Di origini tedesche iniziò a studiare con il padre e poi ebbe come maestri Carl Baermann, Josef Rheinberger e Franz Wüllner, durante gli anni 1875-1878 frequentò la Hochschule für Musik und Theater München. All'età di vent'anni lasciò l'Europa per emigrare negli Stati Uniti.
A New York insegno al National Conservatory of Music of Americ, uno dei suoi allievi fu Paul Ambrose. Morì nella sua casa in Madison Avenue a Manhattan.